# Sharona Versluis
Sharona Versluis (Papendrecht, 29 april 1998) is een Nederlands voetbalspeelster. Zij speelde voor SBV Excelsior in de Eredivisie.

## Statistieken
| Seizoen | Club          | Land      | Competitie | Wedstrijden | Doelpunten |
| ------- | ------------- | --------- | ---------- | ----------- | ---------- |
| 2017/18 | SBV Excelsior | Nederland | Eredivisie | 21          | 1          |
| 2018/19 | SBV Excelsior | Nederland | Eredivisie | 14          | 1          |
| Totaal  | Totaal        | Totaal    | Totaal     | 35          | 2          |

Laatste update: september 2020